# Sancho I di Maiorca
Sancho di Maiorca, detto il Pacifico, Sanç in catalano (1276 – Formiguères, 4 settembre 1324), re di Maiorca, conte di Rossiglione e di Cerdagna e signore di Montpellier dal 1311 al 1324.

## Origine[1][2][3]
Figlio secondogenito del re di Maiorca, conte di Rossiglione e di Cerdagna e signore di Montpellier, Giacomo II, e di Esclarmonde di Foix, figlia del conte di Foix, Ruggero IV e di Brunisenda di Cardona.

## Biografia
Secondo la Cronaca piniatense, Sancho era il figlio secondogenito dei quattro figli maschi di Giacomo II di Maiorca. Secondo nella linea di successione dopo il primogenito Giacomo e davanti agli altri due figli, Ferdinando e Filippo (el primero…Don Jayme…el otro…Don Sancho…et el otro Don Ferrando et el quarto…Don Phelip), era figlio della regina Esclarmonde di Foix.
Nel 1285, all'inizio del conflitto tra suo padre ed il re di Aragona, suo zio, Pietro, venne fatto prigioniero assieme ai suoi fratelli maschi, Giacomo e Ferdinando, tradotto in Catalogna e tenuto prigioniero nel castello di Torroella de Montgrí. Sancho coi fratelli fu liberato, nel 1295, dopo che il neo re di Aragona, Giacomo II il Giusto, accettando il suggerimento di papa Bonifacio VIII, che in calce al Trattato di Anagni, del 1295, che siglava la pace tra Giacomo II d'Aragona ed il re di Napoli Carlo lo Zoppo, suggeriva a Giacomo II d'Aragona di rispettare il volere di suo nonno Giacomo I di Aragona e di restituire il regno di Maiorca allo zio Giacomo II di Maiorca, padre di Sancho.
Nel 1302, fu nominato erede al trono di Maiorca in quanto suo fratello primogenito, Giacomo, entrando nell'ordine francescano, nel 1299, si era ritirato in convento ed aveva rinunciato al suo posto nella successione.
Il 9 febbraio 1304 sposò per procura la principessa Maria d'Angiò, figlia del re di Napoli, Carlo lo Zoppo e della principessa ungherese Maria Arpad. Il matrimonio fu poi celebrato di persona, nel 1309.
Nel 1311, alla morte del padre, Sancho divenne re di Maiorca. Il testamento di sua madre Esclarmonde (Sclarmunda…regina Majoricæ), datato al 24 marzo 1312, assicurò un lascito a Sancho (Dominum Sancium Regem Majoricæ filium nostrum).
Sancho dovette destreggiarsi tra i suoi due potenti vicini: il re di Francia Filippo il Bello ed il re d'Aragona, suo cugino primo, Giacomo II d'Aragona. Trascorse gran parte del suo regno viaggiando tra le Baleari e le sue contee pirenaiche.
La sua mancanza di discendenti legittimi creò problemi col cugino Giacomo II d'Aragona, che pretendeva di succedergli; nel 1319 fu addirittura sfiorata la guerra, evitata per il pronto intervento pacificatore del papa Giovanni XXII. Fu trovata la soluzione con l'impegno di Sancho ad aiutare il cugino nella conquista della Sardegna, che sarebbe iniziata nel 1320, mentre Giacomo II d'Aragona rinunciava ad ogni pretesa sul trono di Maiorca e accettava che venisse nominato erede al trono Giacomo, figlio di Ferdinando, fratello di Sancho.
L'anno seguente, nel 1321, Sancho rese omaggio al cugino Giacomo II d'Aragona, riconoscendo la sovranità del regno d'Aragona sul regno di Maiorca.
Dopo la definitiva condanna e soppressione dell'ordine dei templari, Sancho, continuando l'azione di suo padre, Giacomo II di Maiorca, si impossessò di tutti i loro beni nelle isole Baleari e Pitiuse.
Sancho morì nel corso del 1324, a Formiguera, nella contea di Rossiglione.
Alla sua morte gli succedette il nipote Giacomo come Giacomo III, di circa nove anni, sotto la tutela dello zio, ecclesiastico, il fratello di Sancho, Filippo Di Maiorca, con un consiglio di reggenza, costituito da alcuni nobili del regno.

## Discendenza[1][2][5]
Sancho e la moglie Maria non ebbero figli, ma Sancho ebbe almeno tre figlie illegittime, da due diverse amanti:
da Bianca di Monreal ebbe:
- Nicolesa che sposò Berngario Burguet;

da Sancha de Puigbach ebbe:
- Laura (nome non riconosciuto da tutti gli storici) che sposò prima Galcerán de Pinos, e poi Gilabert de Cruïlles,
- figlia che sposò Pierre de Talarn.

## Ascendenza
|                       |                             |                              | Genitori                      |  |  | Nonni |  |  | Bisnonni            |  |  | Trisnonni            |  |
|                       |                             |                              |                               |  |  |       |  |  | Pietro II d'Aragona |  |  | Alfonso II d'Aragona |  |
|                       |                             |                              |                               |  |  |       |  |  | Pietro II d'Aragona |  |  | Alfonso II d'Aragona |  |
|                       |                             | Sancha di Castiglia          |                               |  |  |       |  |  | Pietro II d'Aragona |  |  |                      |  |
| Giacomo I d'Aragona   |                             |                              |                               |  |  |       |  |  | Pietro II d'Aragona |  |  |                      |  |
|                       |                             | Maria di Montpellier         | Guglielmo VIII di Montpellier |  |  |       |  |  |                     |  |  |                      |  |
|                       |                             | Maria di Montpellier         | Guglielmo VIII di Montpellier |  |  |       |  |  |                     |  |  |                      |  |
|                       |                             | Maria di Montpellier         | Eudocia Comnena               |  |  |       |  |  |                     |  |  |                      |  |
| Giacomo II di Maiorca |                             | Maria di Montpellier         |                               |  |  |       |  |  |                     |  |  |                      |  |
|                       |                             | Andrea II d'Ungheria         | Béla III d'Ungheria           |  |  |       |  |  |                     |  |  |                      |  |
|                       |                             | Andrea II d'Ungheria         | Béla III d'Ungheria           |  |  |       |  |  |                     |  |  |                      |  |
|                       |                             | Andrea II d'Ungheria         | Agnese d'Antiochia            |  |  |       |  |  |                     |  |  |                      |  |
| Iolanda d'Ungheria    |                             | Andrea II d'Ungheria         |                               |  |  |       |  |  |                     |  |  |                      |  |
|                       |                             | Iolanda di Courtenay         | Pietro II di Courtenay        |  |  |       |  |  |                     |  |  |                      |  |
|                       |                             | Iolanda di Courtenay         | Pietro II di Courtenay        |  |  |       |  |  |                     |  |  |                      |  |
|                       |                             | Iolanda di Courtenay         | Iolanda di Fiandra            |  |  |       |  |  |                     |  |  |                      |  |
| Sancho I di Maiorca   |                             | Iolanda di Courtenay         |                               |  |  |       |  |  |                     |  |  |                      |  |
|                       | Ruggero Bernardo II di Foix | Raimondo Ruggero di Foix     |                               |  |  |       |  |  |                     |  |  |                      |  |
|                       | Ruggero Bernardo II di Foix | Raimondo Ruggero di Foix     |                               |  |  |       |  |  |                     |  |  |                      |  |
|                       | Ruggero Bernardo II di Foix | Filippa di Moncada           |                               |  |  |       |  |  |                     |  |  |                      |  |
| Ruggero IV di Foix    | Ruggero Bernardo II di Foix |                              |                               |  |  |       |  |  |                     |  |  |                      |  |
|                       |                             | Ermesinda di Castelbon       | Arnaldo di Castelbon          |  |  |       |  |  |                     |  |  |                      |  |
|                       |                             | Ermesinda di Castelbon       | Arnaldo di Castelbon          |  |  |       |  |  |                     |  |  |                      |  |
|                       |                             | Ermesinda di Castelbon       | Arnalda di Caboet             |  |  |       |  |  |                     |  |  |                      |  |
| Esclarmonde di Foix   |                             | Ermesinda di Castelbon       |                               |  |  |       |  |  |                     |  |  |                      |  |
|                       |                             | Raimondo Folch IV de Cardona | Guglielmo I de Cardona        |  |  |       |  |  |                     |  |  |                      |  |
|                       |                             | Raimondo Folch IV de Cardona | Guglielmo I de Cardona        |  |  |       |  |  |                     |  |  |                      |  |
|                       |                             | Raimondo Folch IV de Cardona | …                             |  |  |       |  |  |                     |  |  |                      |  |
| Brunisenda di Cardona |                             | Raimondo Folch IV de Cardona |                               |  |  |       |  |  |                     |  |  |                      |  |
|                       |                             | Agnese di Tarroja            | …                             |  |  |       |  |  |                     |  |  |                      |  |
|                       |                             | Agnese di Tarroja            | …                             |  |  |       |  |  |                     |  |  |                      |  |
|                       |                             | Agnese di Tarroja            | …                             |  |  |       |  |  |                     |  |  |                      |  |
|                       |                             | Agnese di Tarroja            |                               |  |  |       |  |  |                     |  |  |                      |  |